# María de las Mercedes Barbudo
María de las Mercedes Barbudo (1773 – 17 de febrero de 1849) fue una activista política, la primera boricua independentista de la isla, y una "combatiente de la libertad". Para ese tiempo, el Movimiento independentistas de Puerto Rico tuvo vínculos con los rebeldes revolucionarios venezolanos encabezados por Simón Bolívar.

## Biografía
Barbudo (nombre de soltera: María de las Mercedes Barbudo y Coronado) fue una de los cuatro hermanos nacidos en San Juan, la capital de Puerto Rico, de un padre español, Domingo Barbudo y de madre puertorriqueña, Belén Coronado. Como su padre era un oficial de la Armada Española, se benefició de ser educada y aprender a leer. En ese momento, las únicas personas que tenían acceso a las bibliotecas y los que podían pagar los libros eran los funcionarios del gobierno colonial o terratenientes ricos. Los pobres dependían de relato oral, en lo que tradicionalmente se conocía en Puerto Rico como las coplas y las décimas. Bien educada, Barbudo se interesó en la política y el activismo social.

## Activismo político
Cuando era joven, María puso una tienda de artículos de costura en San Juan, especializada en la venta de botones, hilos y telas. Con el tiempo se convirtió en un éxito como proveedora de préstamos personales. Comercialmente trataba con Joaquín Power y Morgan, un inmigrante que llegó a Puerto Rico como representante de la Compañía de Asiento de Negros, que regulaba el tráfico de esclavos en la isla.
María se movía en círculos prominentes, incluyendo a personas tales como el capitán Ramón Power y Giralt (hijo de Joaquín), el obispo Juan Alejo de Arizmendi, el artista José Campeche. Tenía una mente liberal y, como tal, a menudo fomentaba los encuentros con intelectuales en su casa. Se hablaba de la situación política, social y económica de Puerto Rico y del Imperio español en general, y se proponían soluciones para mejorar el bienestar de las personas.
Simón Bolívar y su leal Brigadier General Antonio Valero de Bernabé, reconocido como el "Libertador de Puerto Rico", soñaban con la creación de una única América Latina, incluyendo a Puerto Rico y a Cuba. María se inspiró en las ideas de Bolívar, que apoyaba la idea de la independencia de la isla, y se enteró de que Bolívar esperaba para catalizar una federación americana entre todas las nuevas repúblicas independientes de América Latina. También quería promover los derechos individuales. Ella se hizo amiga y escribió a muchos revolucionarios venezolanos, entre ellos a José María Rojas, con quien ella correspondió con regularidad. También recibía revistas y periódicos de Venezuela, que confirmaban los ideales de Bolívar.

## Detenida sin fianza ni juicio
Las autoridades coloniales españolas de Puerto Rico bajo el gobernador Miguel de la Torre, sospechaban de la correspondencia entre Barbudo y facciones rebeldes revolucionarias venezolanas. Los agentes secretos del Gobierno español interceptaron su correo, entregando esa información al gobernador de la Torre, el cual ordenó una investigación y confiscó su correo. El gobierno se convenció de que la correspondencia servía como propaganda de los ideales de Bolívar, y que también motivaría a los puertorriqueños a buscar su independencia.
El gobernador Miguel de la Torre ordenó su arresto bajo la acusación de planear derrocar al Gobierno español en Puerto Rico. Como la isla no tenía prisión de mujeres, fue detenida sin derecho a fianza en la Castillo de San Cristóbal. Entre las pruebas que las autoridades españolas presentaron en su contra, figuraba una carta de Rojas de fecha 1 de octubre de 1824,  en la que este le decía que los rebeldes venezolanos habían perdido su principal contacto con el movimiento de la Independencia de Puerto Rico, en la isla danesa de Santo Tomás y por lo tanto, la comunicación secreta que existía entre los rebeldes venezolanos y los líderes de los movimientos de independencia de Puerto Rico estaba en peligro de ser descubiertos.
El 22 de octubre de 1824, Barbudo fue llevada a  audiencia ante un juez. El Gobierno presentó como prueba en su contra, diversas cartas que incluían cinco cartas de Rojas, dos números del periódico El Observador Caraqueño; dos copias de El Cometa, y una copia de cada uno de los periódicos El Constitucional Caraqueño y El Colombiano, que simpatizaban con los ideales de Bolívar. Cuando se le preguntó si reconocía la correspondencia, respondió de manera afirmativa y se negó a contestar más preguntas. El fiscal también presentó varios panfletos de propaganda contra la monarquía que se distribuirán en toda la isla. María fue declarada culpable.

## Exilio y escape a Venezuela
El gobernador de la Torre consultó al fiscal Francisco Marcos Santaella en cuanto a qué se debía hacer con Barbudo. Santaella sugirió su exilio de Puerto Rico a Cuba. El 23 de octubre de 1824, de la Torre ordenó que Barbudo estuviese bajo arresto domiciliario en el Castillo de San Cristóbal bajo la custodia del capitán Pedro de Loyzaga. Al día siguiente, Barbudo escribió al gobernador, pidiendo se le permitiese organizar sus finanzas y sus obligaciones personales antes de ser exiliada a Cuba. El gobernador negó su solicitud y, el 25 de octubre, fue puesta a bordo del barco El Marinero.
En Cuba, fue llevada a una institución de mujeres acusadas de diversos delitos. Con la ayuda de las facciones revolucionarias, María escapó y se fue a Santo Tomás, en las Islas Vírgenes. Con el tiempo, pudo llegar a La Guaira en Venezuela, donde pudo encontrase con su amigo José María Rojas. Así, fueron a Caracas, donde se encontró con el patriota Bolívar. También estableció una estrecha relación con los miembros del gabinete de Bolívar, incluyendo a José María Vargas; que, más tarde sería elegido como el cuarto presidente de Venezuela. Y ella trabajó en estrecha colaboración con el gabinete.
Barbudo nunca se casó ni tuvo hijos, y no regresó a Puerto Rico. Murió el 17 de febrero de 1849.

## Legado y honores
- Se halla sepultada en la Catedral de Caracas, cerca del Libertador Simón Bolívar, un honor normalmente reservado sólo para la jerarquía eclesiástica y los muy ricos.[2][5]

- En 1996, un documental que se hizo sobre ella, con el título Camino sin retorno, el destierro de María de las Mercedes Barbudo (Road of no return, the exile of María de las Mercedes Barbudo). Fue producido y dirigido por Sonia Fritz.[9]